# Grécia nos Jogos Olímpicos de Inverno de 1956
A Grécia competiu nos Jogos Olímpicos de Inverno de 1956, em Cortina d'Ampezzo, na Itália.